# Bushley
Bushley – wieś w Anglii, w hrabstwie Worcestershire, w dystrykcie Malvern Hills. Leży 21 km na południe od miasta Worcester i 153 km na zachód od Londynu.